# Manabu Watanabe
Manabu Watanabe (født 5. oktober 1986) er en tidligere japansk fodboldspiller.
Han har spillet for flere forskellige klubber i sin karriere, herunder Mito HollyHock.